# Fea-adder
De fea-adder (Azemiops feae) is een slang uit de familie adders (Viperidae).

## Naam en indeling
De wetenschappelijke naam van de soort werd voor het eerst voorgesteld door George Albert Boulenger in 1888. De Fea-adder was lange tijd de enige soort uit het geslacht Azemiops en ook de enige uit de onderfamilie Azemiopinae, tot de soort Azemiops kharini werd beschreven in 2013. De wetenschappelijke soortnaam feae verwijst naar de ontdekkingsreiziger Leonardo Fea.

## Verspreiding en habitat
De adder komt voor in delen van Azië en leeft in de landen China, Myanmar, Tibet en Vietnam. De habitat bestaat uit vochtige tropische en subtropische bossen, zowel in laaglanden als in bergstreken en in scrublands. Ook in door de mens aangepaste streken zoals landelijke tuinen kan de slang worden gevonden. De Fea-adder is aangetroffen op een hoogte van ongeveer 100 tot 2200 meter boven zeeniveau.

## Uiterlijke kenmerken
De slang bereikt een lichaamslengte van ongeveer 60 tot maximaal 77 centimeter. De kop is duidelijk te onderscheiden van het lichaam door de aanwezigheid van een insnoering. De ogen zijn relatief klein en hebben een verticale pupil.
De slang heeft 17 rijen schubben in de lengte op het midden van het lichaam en 180 tot 189 schubben aan de buikzijde. Onder de staart zijn 42 tot 53 staartschubben aanwezig.
De Fea-adder heeft kenmerkende lichaamskleuren, een zeer donkere tot zwarte basiskleur met een aantal dunne, van elkaar afstaande donkeromrande oranje dwarsstrepen die duidelijk afsteken. De kop is oranje tot lichtgeel en heeft een duidelijk lengtestreep aan de bovenzijde die overgaat in een korte oranje streep in de nek. De slang heeft geen warmtezintuigen zoals bij de groefkopadders het geval is.
De adder wordt als een primitieve soort gezien vanwege de gladde schubben die bij de meeste adders gekield zijn, de schubben hebben een opstaande lengtekiel. Ook de schubben van de kop wijken af; ze zijn niet klein en ongeveer hetzelfde van vorm maar bestaan uit verschillende grote schubben die vergelijkbaar zijn de kopschubben met andere slangen als toornslangachtigen en koraalslangachtigen.

## Levenswijze
De Fea-adder jaagt op hagedissen zoals gekko's ne andere gewervelde dieren zoals vogels en kleine zoogdieren zoals muizen. De vrouwtjes zetten eieren af en zijn niet eierlevendbarend zoals de meeste adders.

## Beschermingsstatus
Door de internationale natuurbeschermingsorganisatie IUCN is de beschermingsstatus 'veilig' toegewezen (Least Concern of LC).